# Bioquímico

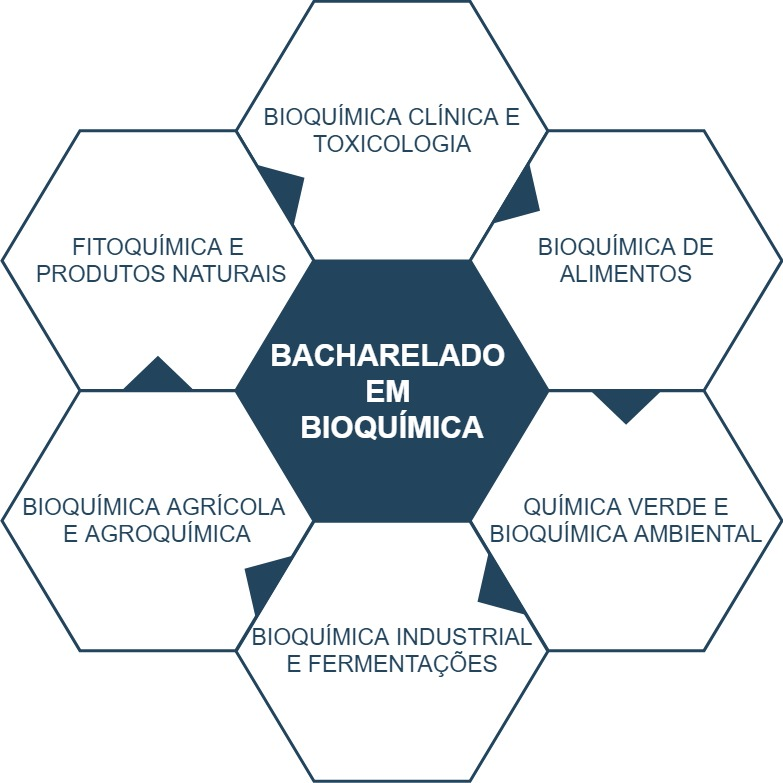
Algumas das áreas de atuação do Bioquímico

Bioquímico (contração de bio e químico= químico da vida, químico-biologista) é o profissional que faz uso intenso dos conceitos e tecnologias das ciências químicas e bioquímicas para manipular processos químicos dos seres vivos e biomoléculas e assim produzir produtos, processos e serviços em diferentes ramos e contextos: científico, industrial, clínico, analítico, ambiental, alimentício, farmoquímico, químico e biotecnológico.
No Brasil, não se deve confundir farmacêutico com o bioquímico, visto que um é profissional de saúde e outro é profissional da química em quaisquer interfaces com a biologia. Por bastante tempo, os cursos de graduação em farmácia no Brasil denominaram-se Farmácia-Bioquímica, em errônea alusão à habilitação em análises clínicas. Isto gerou na sociedade, e mesmo nos meios acadêmicos, a falsa noção de que bioquímica seria sinônimo de análises clínicas e farmácia. De fato nos dias atuais, no Brasil e no mundo, Farmacêuticos são profissionais da saúde e do medicamento enquanto que Bioquímicos são profissionais da química, sendo portanto, profissões distintas e com cursos de graduação (licenciatura em Portugal) diferentes e separados entre si.

## O Bioquímico
Trata-se do profissional que estuda e aplica as leis da química e bioquímica para o entendimento e a aplicação tecnológica de biomoléculas e de organismos vivos (bioquímica industrial, biotecnologia e bioprocessos, bioquímica médica e clínica) para benefícios comerciais e industriais, e/ou benefícios a saúde humana e animal, a agropecuária e ao meio ambiente. O Bioquímico, portanto, é o profissional que estuda a bioquímica de um ponto de vista de ciência básica e aplicada tecnológica e industrialmente, gerando produtos, processos, serviços, inovações e novos conhecimentos. Os bioquímicos utilizam ferramentas e conceitos da química e da biologia, particularmente da química orgânica, físico-química, Química analítica, fermentações e metabolismo, biologia celular, biologia molecular, para a elucidação dos sistemas vivos e para sua aplicação tecnológica e industrial. Desta forma o bioquímico possui conhecimentos científicos, capacitação técnica e habilidades para atuar em ensino superior, pesquisa, desenvolvimento e inovação, controle e garantia de qualidade, produção industrial, laboratórios, comércio de produtos científicos, laboratoriais e industriais, bioeconomia, além de aprender sobre os princípios éticos e legais relativos à profissão no âmbito do seu exercício profissional.
O campo de estudo da bioquímica engloba o estudo de proteínas, carboidratos, ácidos nucléicos (DNA, RNA), lipídeos, vitaminas, íons bioinorgânicos (Cálcio, Magnésio, Potássio, Cloreto por exemplo), metabolismo, enzimas, fermentações, compostos de metabolismo secundário, tais como os da fitoquímica, com aplicações em áreas industriais diversas (fármacos e biofármacos, alimentos e bebidas, biocombustíveis, cosméticos, etc.), de serviços laboratoriais de análises (análises clínicas, análises de alimentos, análises de fármacos e cosméticos, análises ambientais), de comércio e marketing de produtos relacionados, patentes e inovações, assuntos regulatórios, segurança química e biossegurança, garantia e controle de qualidade, etc..
Para tanto os bioquímicos se utilizam de instrumentos e técnicas químicas, bioquímicas e biofísicas, biólogicas, imunológicas e microbiológicas tais como análises químicas e físico-químicas, eletroforese, cromatografia (em especial HPLC/CLAE e gasosa), espectrofotometria, reação em cadeia da polimerase (PCR), plasmídeos e tecnologia do dna recombinante (engenharia genética), espectrometria de massas, ressonância magnética nuclear, ensaios de fluorescência (espectroscopia de fluorescência por exemplo), biorreatores, ensaios de ligação de biomoléculas (Western Blot), dicroísmo circular, PCR quantitativo, bioinformática, Sohxlet, destilação, centrifugação, Kjeldalhl, Demanda química de oxigênio (DQO), Infravermelho, calorimetria e análises térmicas, citometria de fluxo, ensaios de ligação e técnicas imunológicas (ELISA, Western, Imunohistoquímica), ensaios enzimáticos, bioensaios, microscopia, análises microbiológicas entre outros.
De igual importância para o bioquímico se encontram os conhecimentos de metodologia científica, estatística,projeto experimental, controle de qualidade, inovação tecnológica, gestão (de laboratórios e de projetos), empreendedorismo, patentes e propriedade intelectual,biossegurança e segurança química, normas de qualidade ISO 9000, 14001 e 17025) e BPF e BPL dentre outros.
Em geral, os bioquímicos se encaixam nos seguintes perfis:
- O Bioquímico pesquisador científico: Possui gosto em aplicar o método científico e a criatividade na fronteira do conhecimento e tem facilidades de lidar com ambiguidades e incertezas. Naturalmente empreendedores, poderão se desenvolver também como um bioquímico gestor (abaixo) ao se tornar chefe de laboratório e/ou bioquímico docente;[1][2]
- O Bioquímico industrial ou clínico (produção, controle de qualidade e análise): Este bioquímico prefere aplicar o método científico e seu conhecimento em bioquímica em algo palpável e concreto (poucas ambiguidades e incertezas), sem lidar com a fronteira do conhecimento, mas sim fazendo um produto ou uma análise química/bioquímica/microbiólogica que gere um laudo conclusivo ao cliente. Com o tempo, podem vir a transitar para o perfil de bioquímico gestor ou empreendedor. Estão envolvidos com produção industrial, garantia e controle de qualidade, análises laboratoriais diversas, melhoramentos contínuo de produtos e processos. Estão envolvidos em ramos de aplicação diversos: biocombustíveis, alimentos e bebidas (queijos, cerveja, vinho), cosméticos, fármacos e biofármacos, produtos veterinários, análises clínicas e toxicológicas, diagnóstico molecular, tratamento de águas e esgotos, análises de alimentos e bromatologia, análises de águas, análises ambientais etc.;[1][2]
- O bioquímico gestor/comercial: Este tipo geralmente nasce nas empresas juniores, onde se aprende que é muito interessante juntar conhecimentos do mundo dos negócios com conhecimentos técnicos em bioquímica e com a criatividade e poder de inovação típicos do pesquisador nato e do empreendedor. Conhecimentos como gestão de projetos, marketing e vendas, gestão de inovações, liderança, administração abrem inúmeros caminhos profissionais em empresas e indústrias na área de vendas e gestão de laboratórios, gestão de inovações e patentes, gestão de biossegurança e segurança química etc.;[1][2]
- O bioquímico empreendedor: Essa é a pessoa que irá assumir os riscos de criar e ser dono do próprio negócio ou do próprio laboratório. Todo pesquisador nato é empreendedor por natureza, mas em geral, esse tipo nasce da capacidade de alguém formular e aplicar na pesquisa básica, indústria, clínica ou gestão e comércio duas simples perguntas: Que problemas precisam de respostas ou novas respostas? Que respostas eu posso dar a esses problemas?;[1][2]
- O bioquímico docente: Este é o bioquímico que gosta de reproduzir o conhecimento aprendido, mas não necessariamente irá ser pesquisador. Pode ser excelente profissional para cursos, consultorias, treinamentos, docência em faculdades privadas e eventualmente algumas faculdades públicas. Se tiver o espírito do bioquímico pesquisador, será um excelente profissional em universidades públicas.[1][2]

## Bioquímicos
Alguns bioquímicos de destaque podem ser vistos abaixo e nessa listagem: Lista de Bioquímicos.
- Arthur Kornberg, bioquímico dos EUA. Autor da frase: "Química e biologia são duas culturas distintas e seu isolamento é sério, desconsiderado e contraprodutivo".
- António de Vasconcelos Xavier, bioquímico português. Pioneiro da química bioinorgânica.
- Melvin Calvin, identificou o papel do carbono na fotossíntese

## Bacharelado (graduação) e licenciaturas em Bioquímica
É preciso ressaltar que os cursos de graduação em bioquímica são tradicionais em países da Europa (Reino Unido, Alemanha, Espanha, Portugal, França e Itália), na América Latina (Argentina, Paraguai, Uruguai, Chile, Colômbia, México e Guatemala) no Canadá, na Austrália e nos Estados Unidos. Neste último país, os cursos de bacharelado em bioquímica existem desde a década de 50. Segundo a ASBMB (American Society for Biochemistry and Molecular Biology) existem cerca de 600 Instituições nos Estados Unidos que oferecem os cursos de bioquímica/biologia molecular e estima-se que cerca de 2 000 bacharéis foram graduados nos anos de 2001-2002. No Reino Unido existem mais de 100 cursos de graduação em bioquímica.
A licenciatura em bioquímica, em Portugal, foi criada em 1979, na Universidade de Coimbra, sendo prontamente seguido de diversas outras universidades. O bioquímico português Ruy Eugénio Pinto falecido em 2009, é considerado um dos pais da primeira licenciatura em bioquímica naquele país.
O bacharelado em bioquímica, no Brasil, foi criado em 2001, na Universidade Federal de Viçosa, visando suprir a necessidade crescente de profissionais qualificados para atuar nas áreas de pesquisa e desenvolvimento tecnológico das diversas áreas relacionadas com o curso.
Em moldes semelhantes, foi criado em 2008, o segundo curso de graduação em bioquímica do Brasil; a Universidade Federal de São João del Rei, implantou o curso em seu campus de expansão Divinópolis (Centro-oeste). Mais recentemente ainda, no Instituto de Química da USP começou a ser oferecido um Bacharelado em Química com ênfase em bioquímica e foi criado o terceiro curso de graduação em Bioquímica, na Universidade Estadual de Maringá (UEM).
A fortíssima base de cálculo, química orgânica e física (as mesmas dos cursos de química), bem como em biologia, bioquímica e biotecnologia, fornece conhecimentos técnicos fundamentais em diversas áreas: melhoria contínua de produtos e processos, pesquisa e desenvolvimento, controle e garantia de qualidade, produção biotecnológica e bioquímica, gestão de projetos, de laboratórios e de inovações, assessoria e consultoria científica, vendas e representação técnica, elaboração e análise de documentações técnico-científicas e patentes. Além disso, existe forte incentivo a empregabilidade dos alunos através do empreendedorismo (empresas-juniores) e estágios obrigatórios ou eletivos em empresas e indústrias. Com isso, os Bacharéis em Bioquímica já fazem parte de empresas e indústrias nas áreas de química, farmacêutica, biotecnológica, de alimentos, de cosméticos, de biocombustíveis, agronômica, veterinária, papel e celulose, entre muitas outras. Como exemplos citamos Sucos Tial, GranBio, Natura, Valee, Souza Cruz, Aspen pharma, Pratti Donaduzzi. Já entre os órgãos governamentais, temos bioquímicos atuando como concursados no Lanagro, Inmetro, Bio-Manguinhos/Fiocruz, SAAE-Viçosa.
Em 2004, um grupo de alunos de graduação da Bioquímica UFV (Brasil) criou a Tecnomol (Hoje Polimerize) primeira empresa júnior de Bioquímica do Brasil. Esse movimento foi seguido nos anos seguintes pelos alunos de graduação da Bioquímica UFSJ (BetaTech) e Bioquímica UEM (Periódyca), com suas respectivas empresas juniores. Os principais objetivos de uma empresa júnior são estimular o empreendedorismo e aprendizados relacionados a prática empresarial e de gestão (de projetos, marketing, recursos humanos, qualidade). Entre os serviços oferecidos por estas empresas juniores estão: análises químicas, físico-químicas, bromatológicas (lácteos e adulteração de alimentos), bioquímicas e de biologia molecular, análises ambientais (águas e microbiologia do solo), extração de óleos essenciais, melhoramento de processos fermentativos e consultorias para as áreas industrial, laboratorial (boas práticas de laboratório e de biossegurança).
Em 2014 foi criado o Movimento BioquímicaBrasil, com site, página de facebook e vídeo de divulgação no YouTube dedicados a divulgar o Bacharel em Bioquímica e a divulgar a ciência, tecnologia e inovação Bioquímica. Desde o início do movimento, a influência de conceitos-chave de empreendedorismo, responsabilidade individual, responsabilidade social, vivência no mercado de trabalho não acadêmico e união entre os cursos e bioquímicos se mostrou forte.

## Símbolos e Identidade própria do Bacharel em Bioquímica no Brasil
Entre 2015 e 2018, o movimento BioquímicaBrasil conseguiu definir a identidade do bioquímico brasileiro mediante discussões entre alunos, egressos e professores.
O perfil da profissão foi definido como o do profissional da química em qualquer interface com a biologia, chancelado no Brasil pelo CRQ (perfil profissiográfico): ''O Bacharel em Bioquímica faz uso intenso dos conceitos e tecnologias das ciências químicas e bioquímicas para manipular processos químicos dos seres vivos e biomoléculas e assim produzir produtos, processos e serviços em diferentes ramos e contextos: científico, industrial, clínico, analítico, ambiental, alimentício, farmoquímico, químico e biotecnológico''. Definiu-se que as características comuns a todos os bioquímicos são: criatividade, raciocínio lógico, sabedoria, espírito analítico, disciplina, perseverança, equilíbrio e o detalhismo.
Com isso definiu-se algumas simbologias:
- 'Dia do Bioquímico brasileiro: 8 de Maio, em homenagem ao início das atividades do primeiro bacharelado em Bioquímica do Brasil (UFV).[2]
- Cor de faixa de beca e Pedra de anel: Amarelo/Topázio Imperial (Topázio amarelo) ou Azul/Safira Azul. Com a definição das características associadas comuns ao profissional, verificou-se que dois conjuntos de cor/pedra atendiam a estas características e então cada bacharelado em bioquímica do Brasil estabeleceu sua tradição em torno de um dos conjuntos. A profissão definiu que o conjunto verde/esmeralda não é válido por não ser aderente as características comuns estabelecidas pela profissão e nem aderente ao perfil de profissional da química.[2]
- Símbolo único, disponibilizado gratuitamente no site do Movimento BioquímicaBrasil,[22] foi fruto de concurso popular e escolhido democraticamente pelos bacharéis em bioquímica do Brasil. Os símbolos externos (folha, engrenagem e hexágono) são representações de campos científicos mais amplos em que estamos inseridos e fazemos diversas contribuições. A folha remete à biologia, à vida como um todo; a engrenagem remete à indústria; e o hexágono remete ao benzeno, como um elemento de alusão à química. Essa abordagem é concluída com a representação interna, de elementos associados de DNA (dupla hélice), RNA (hairpin) e proteína (folha-beta). O dogma central da biologia molecular é apresentado no cerne de toda a estrutura, como o elemento que está contido em toda criatura. O formato em círculo estilizado do dogma central pode tanto remeter a representação de um plasmídeo quanto ao círculo comumente utilizado na representação clássica do benzeno. Este símbolo está sobre a Licença Creative Commons 4.0, que permite a redistribuição comercial e não comercial, desde que o material tenha crédito ao autor.[22]

## Disciplinas curriculares do bacharelado (licenciatura) em Bioquímica
No Brasil, o exercício da profissão exige dupla habilitação: a técnico-científica e a legal. A habilitação técnico-científica é expressa através da comprovação da capacidade intelectual do indivíduo, pela posse do diploma fornecido pela autoridade educacional e pelo currículo efetivamente realizado. A habilitação legal cumpre-se com o registro profissional no órgão competente para a fiscalização de seu exercício, ou seja, o currículo deverá seguir as orientações dadas pela resolução 36 do CRQ e resolução 1511 do CRQ para que o aluno obtenha as atribuições profissionais de 1 a 10 e de 1 a 13, conforme currículo efetivamente cursado. O currículo efetivamente cursado é analisado pelo CRQ, que irá conferir as atribuições de 1 a 10 ou 1 a 13 ao bioquímico. Em geral, os conhecimentos comuns a diversos bacharelados, no Brasil, América Latina, Portugal, Espanha, Reino Unido e Estados Unidos são:
Entendimento dos fenômenos químicos: Visa fornecer visão ampla sobre a organização, classificação e propriedade de moléculas, fenômenos de transformação química, de análises químicas e de formulações químicas, através de conhecimentos das bases científicas de química geral, química inorgânica, química orgânica, química analítica, físico-química, química analítica e instrumental de análise.
Entendimento dos fenômenos bioquímicos: Visa fornecer visão ampla sobre a organização, classificação e propriedade de biomoléculas, fenômenos de transformação bioquímica, de análises bioquímicas e de formulações bioquímicas, através de conhecimentos pormenorizados sobre cada classe de biomoléculas, de suas interações e técnicas instrumentais de análise. Envolve: bioquímica estrutural, bioquímica metabólica, bioquímica celular, bioquímica fisiológica, bioquímica de ácidos nucléicos, bioquímica de proteínas, enzimologia, processos fermentativos, fitoquímica e produtos naturais, química bioinorgânica, bioquímica analítica, instrumental de bioanálise.
Entendimento da estrutura e dos fenômenos biológicos sob o ponto de vista molecular: Visa fornecer conhecimentos sobre o funcionamento molecular de processos biológicos fundamentais envolvendo compartimentos celulares e fisiológicos específicos (bioquímica celular, bioquímica metabólica, bioquímica fisiológica, bioquímica clínica, bioquímica de microrganismos, bioquímica vegetal, morfofisiologia humana, morfofisiologia vegetal, imunoquímica, neuroquímica). 
Ferramental das Ciências Exatas: Visa fornecer conhecimentos matemáticos, físicos, estatísticos e computacionais que possam ser utilizados como ferramentas para o entendimento dos processos e padrões bioquímicos assim como para a resolução de problemas complexos. Envolve disciplinas de Física, Estatística, Cálculo, Bioinformática, Programação, utilização avançada de softwares específicos. 
Ferramental tecnológico: Fornece conhecimentos e ferramentas de tecnologias diversas tais como tecnologia farmoquímica, tecnologia química, tecnologia de alimentos, tecnologia biológica (biotecnologia), tecnologia analítica, tecnologia de papel e celulose, operações unitárias, fenômenos de transporte, desenho técnico, biossegurança, segurança química, boas práticas laboratoriais e de fabricação.
Manipulação da bioquímica visando a produção de riqueza econômica: Contempla os conhecimentos de química e bioquímica aplicadas de tal forma a gerar novas tecnologias inovadoras ou executa-las em ambientes produtivos, tais como:
- Bioquímica Clínica e Diagnóstico molecular;
- Bioquímica Farmacológica, Toxicológica e Forense;
- Bioquímica de alimentos (bromatologia), bioquímica nutricional e análise de alimentos;
- Bioquímica ambiental e análises ambientais e de poluentes;
- Bioquímica industrial: processos fermentativos e enzimáticos (bioprocessos);
- Bioquímica industrial: produtos naturais, fitoquímicos e óleos essenciais (matéria-prima, ingredientes e produtos finais);
- Bioquímica industrial: cosméticos, farmoquímicos, biofármacos, imunobiológicos, alimentos e vacinas (produtos finais);
- Bioquímica industrial: cosméticos, farmoquímicos, biofármacos, imunobiológicos, alimentos e vacinas (matérias primas e ingredientes);
- Bioquímica industrial: agroquímica e papel e celulose (matéria prima, ingredientes e produtos finais);
- Bioquímica industrial: tratamento de águas e efluentes;
- Análises laboratoriais de controle de qualidade microbiológicas, físico-químicos, bioquímicos e biomoleculares.

Noções de construção de riqueza econômica: empreendedorismo, proteção industrial e intelectual (patentes), garantia da qualidade, gestão de projetos, gestão de inovações, vendas e marketing.· 

## Campos de atuação
As atribuições profissionais do bioquímico no Brasil são conferidas pelo Conselho Regional de Química, de acordo com o currículo efetivamente cursado, obedecendo a resolução 36, a resolução 1 511 do CRQ e o decreto-lei 85.877. As mesmas atribuições ocorrem em Portugal. Deve-se atentar que existem campos de atuação já consolidados e tradicionais (análises de bioquímica clínica, análises de alimentos, cosméticos, comércio de produtos laboratoriais, por exemplo) até campos de atuação mais recentes e cujo mercado de trabalho ainda não está plenamente desenvolvido (biotecnologias, biocombustíveis, biofármacos, diagnóstico molecular). É importante salientar que o decreto 85.877, em seus artigos 1 e 4, deixa clara a atuação do bioquímico em relação a áreas industriais e de análises diversas, área farmacêutica, veterinária, bromatológica, fitoquímica e análises de bioquímica clínica, toxicologia e diagnóstico molecular/biologia molecular dentro de análises clínicas.
- Pesquisa, desenvolvimento e inovação industriais e acadêmicas;
- Melhoria contínua de produtos e processos industriais;
- Análises laboratoriais diversas (análises de fármacos, biofármacos, biocombustíveis, águas, cosméticos, alimentos, toxicológicas, clínicas e diagnóstico molecular, biotecnológicas, agroquímicas etc...);
- Produção industrial bioquímica: processos fermentativos, fitoquímica, biocombustíveis, biofármacos, aromas, vacinas, queijos, vinhos, iogurte, etc.;
- Garantia e controle de qualidade;
- Gestão de laboratórios: direção, supervisão e responsabilidade técnica;
- Gestão de inovações e patentes;
- Empreendedorismo;
- Gestão de projetos;
- Comércio, marketing e representação técnica de produtos e equipamentos científicos, laboratoriais e industriais;
- Assessoria e consultoria científica;
- Ensino em universidades públicas e privadas;
- Bioinformática;
- Bioestatística;
- Perícia criminal: perito criminal nas áreas de genética forense e química forense;
- Operação e manutenção de equipamentos laboratoriais e industriais;
- Estudos de viabilidade técnico-econômica;
- Biossegurança e segurança química;
- Bioética.

## Locais de atuação
Na prática, os bioquímicos se dividem entre ambientes corporativos (escritórios), laboratoriais, universitários (salas de aula) e industriais (plantas de produção) conforme abaixo:
- Universidades públicas e privadas;
- Indústrias bioquímicas, de alimentos, farmacêuticas, agroquímicas, químicas, cosméticas, bioenergia, veterinárias, de papel e celulose e biotecnológicas;
- Empresas de alimentos, farmoquímicas e farmacêuticas, agroquímicas, químicas, veterinárias, cosméticas, de bioenergia, de papel e celulose, biotecnologicas;
- Empresas start up;
- Empresas comerciais na área de consumíveis, reagentes e equipamentos para laboratórios e indústrias;
- Fundos de investimento financeiro em biotecnologia;
- Escritórios de advocacia especializados em patentes de biotecnologia e biodireito;
- Escritórios ou empresas especializados em Inovação;
- Órgãos e institutos governamentais. No Brasil, são exemplos: Fundação Oswaldo Cruz, Instituto Nacional de Metrologia,Petrobras, Fundação Ezequiel Dias, Instituto Butantã, Instituto Nacional da Propriedade Industrial Instituto Nacional de Tecnologia, Empresa Brasileira de Pesquisa Agropecuária, Polícia Civil, Polícia Científica;
- Laboratórios de análises químicas e bioquímicas, análises ambientais, análises biotecnológicas, análises de alimentos, análises de águas e esgotos, análises de fármacos e cosméticos, análises de agroquímicos, análise genética (testes de paternidade e identificação de transgênicos) e outras áreas afins;
- Hospitais e Laboratórios de análises clínicas bioquímicas[nota 2][23] e análises toxicológicas;
- Laboratórios de controle de qualidade;
- Setores especializados em Biossegurança, Bioinformática, Bioética, patentes, inovação em empresas, indústrias, órgãos públicos e laboratórios de análises.

## Setores de atuação de grande importância
- Aplicação tecnológica e industrial de biomoléculas:

1. Bioquímica médica e clínica: vacinas e kits diagnóstico; fármacos, biofármacos; terapia gênica; análises toxicológicas e análises de química clínica e bioquímica clínica, química forense e diagnóstico molecular;[22][23][1][2][nota 2]
2. Bioquímica industrial (processos fermentativos e enzimáticos): Utilização de metabolismos e processos fermentativos para produção de bioprodutos como vinho, queijos, cerveja, chocolate, leite, iogurte, vacinas, biofármacos, aromas, proteínas recombinantes, enzimas comerciais, biocombustíveis; Utilização de enzimas substituindo reagentes químicos em processos químicos e bioquímicos industriais; controle e garantia de qualidade; melhoramento contínuo de produtos e processos bioquímicos, biotecnológicos, biorrefinaria e química verde;
3. Bioquímica industrial (Produtos Naturais: fitoquímica, óleos essenciais, produtos químicos de origem animal): Utilização de fitoquímica ou química de produtos naturais e óleos essenciais principalmente em cosméticos, alimentos e farmoquímica;
4. Bioquímica agrícola: melhoramento genético de plantas e animais; produção e análise de agroquímicos (fertilizantes, inseticidas, nematicidas etc.);
5. Bioquímica de alimentos:química de alimentos e bioquímica de alimentos: alimentos nutricionalmente mais ricos e tecnologicamente melhores;análises de alimentos e bromatologia; produção de alimentos por processos fermentativos; análise de OGMs (alimentos transgênicos);
6. Biotecnologias: biologia molecular vegetal, humana, animal e de microrganismos; bioinformática;
7. Bioquímica analítica e de formulações: bioquímica analítica, química analítica, controle de qualidade físico-químico, controle de qualidade microbiológico, controle de qualidade biotecnológico, análises clínicas e toxicológicas, análises de alimentos, análises forenses, análises de diagnóstico molecular, análises ambientais, análises de águas e efluentes.

- Ciências básicas:

1. Estudo do sistema biológico em nível molecular: fisiologia normal e patológica e formas de manipulação ou alteração da fisiologia ou patologia: expressão, transmissão e função da informação genética, bioquímica fisiológica, biologia molecular, enzimologia e metabolismo;
2. Ciências ômicas: Projetos Genoma, Proteoma, Lipidoma, glicomica e imunoma e etc.);
3. Metabolismo e fermentações: Vias de síntese e degradação das biomoléculas; mecanismos de regulação das inúmeras reações que ocorrem simultaneamente na célula e no organismo; fluxos metabólicos; processos fermentativos;
4. Estudo do sistema bioquímico: determinação das propriedades químicas, físico-químicas, biofísicas e estruturais das biomoléculas e de suas interações entre si; métodos de análise e purificação;
5. Estudo do efeito de compostos químicos nos organismos vivos (biologia química): determinação dos efeitos bioquímicos, biológicos e fisiológicos de compostos químicos sintéticos como fármacos, agroquímicos, poluentes, tóxicos: química medicinal; farmacologia, agroquímica, química ambiental.

- Bioeconomia e serviços:

1. Indústria: Desenvolvimento, planejamento, inovação e gestão, transferência de tecnologia, garantia da qualidade;
2. Empreendedorismo: Sistemas de start ups, gestão e inovação;
3. Assuntos Regulatórios: Sistemas de patentes, legislações e regulamentações. Biodireito;
4. Bioética: Desenvolvimento da consciência ética e tecnológica da sociedade em geral acerca do uso de biotecnologia e bioquímica;
5. Comércio: vendas, marketing, assessoria científica, treinamentos técnicos em consumíveis, reagentes e equipamentos para laboratórios e indústrias;
6. Gestão: gestão de projetos e de pessoas, gestão de laboratórios, gestão da biossegurança e segurança química, segurança do trabalhador (EPIs), compras de insumos e definição de fornecedores etc.;
7. Assessoria e Consultoria Científica: transmissão de conhecimento científico especializado a leigos; vendas técnicas especializadas de produtos e equipamentos bioquímicos, biotecnológicos, químicos e laboratoriais/industriais.

## Diferenças para outras profissões
A bioquímica é uma ciência e tecnologia essencial para diversas profissões como biólogos, biomédicos, agrônomos, veterinários etc.. A profissão e o curso nasceram da necessidade de unificação desses conhecimentos em um só perfil, o perfil de bioquímico. No Brasil, considera-se como origem do bioquímico: a química, a biologia, a farmácia, a agronomia e a engenharia de alimentos. As profissões abaixo às vezes podem ser confundidas com o bioquímico:
- Bioquímico: Tem como foco o estudo da bioquímica pura e da bioquímica aplicada em diversos setores industriais e laboratoriais: pesquisa, desenvolvimento, garantia e controle qualidade, melhoria contínua de produtos e processos bioquímicos, gestão de laboratórios e plantas produtivas, gestão de patentes e inovação. O Bioquímico atua como se fosse um químico ou químico industrial especializado na interface com a biologia e biotecnologia, em indústrias farmacêuticas, de alimentos, de cosméticos, papel e celulose, biotecnológica, veterinária e em laboratórios de análises ambientais, de águas e esgotos, análises clínicas, análises de alimentos, análises de fármacos e cosméticos. É considerado um profissional da química e da biotecnologia;[1][2]
- Engenheiro Bioquímico: O engenheiro tem como foco o estudo dos processos industriais: produção, estocagem, acondicionamento, conservação, garantia e controle de qualidade relacionados a processos bioquímicos e biotecnológicos industriais. O Engenheiro Bioquímico atua como se fosse um engenheiro químico especializado na interface com a biologia e biotecnologia, nas indústrias acima citadas. É considerado um profissional da química, da engenharia e da biotecnologia;[1][2]
- Farmacêutico: Tem como foco o medicamento e a saúde humana, aplicando para isso conhecimentos específicos da bioquímica humana para orientar o paciente ao uso racional de medicamentos (atenção e assistência farmacêuticas; dispensação de medicamentos). Atua em farmácias, drogarias, laboratórios de análises clínicas, indústria farmacêutica e hospitais. No Brasil, deve obedecer regulamentações específicas do Sistema Único de Saúde (SUS) e Vigilância sanitária (Anvisa). É considerado um profissional de saúde.[20] Por bastante tempo, os cursos de graduação em farmácia no Brasil denominaram-se Farmácia-Bioquímica, em errônea alusão à habilitação em análises clínicas. Isto gerou na sociedade, e mesmo nos meios acadêmicos, a falsa noção de que bioquímica seria análises clínicas somente e seria sinônimo de farmácia, o que de fato não é verdadeiro;[26] [nota 1][nota 2] As reformas curriculares de Farmácia dos anos de 2002 e 2017 deslocaram cada vez mais o perfil do farmacêutico para a área de saúde, e alguns enxergam o bacharelado em bioquímica como o sucessor natural do antigo farmacêutico-industrial e do antigo farmacêutico-bioquímico, que vigoravam antes dessas reformas;
- Profissões biológicas (Biologia/Biomedicina/Biotecnologia): Como dito acima, a bioquímica vive na interface entre química e biologia e assim é utilizada como ciência e tecnologia por biólogos, biomédicos e biotecnologistas. Entretanto, deve-se ter com clareza que estas carreiras tem forte embasamento biológico, enquanto que o bioquímico tem forte embasamento químico e de ciências exatas. O Biomédico atua no campo de interface entre a biologia e a saúde humana (medicina), com foco na pesquisa e análise das doenças humanas com o objetivo de compreender as causas, efeitos, fatores ambientais e epidemiológicos e assim desenvolver ou aprimorar diagnósticos e tratamentos. Assim, a bioquímica faz parte de seu currículo, desde a básica à bioquímica clínica - parte das análises clínicas e toxicológicas. Nas graduações em biotecnologia a grade curricular possui disciplinas obrigatórias de ciências biológicas diversas como zoologia, evolução, ecologia, fisiologia, entomologia, botânica etc (o conceito de biotecnologia é o mais amplo possível, sendo o de qualquer tecnologia derivada das ciências biológicas, por isso o biotecnologista ser muito mais próximo ao biólogo que ao profissional da química. Inclusive, o termo biotecnologia é carregado de apelo de marketing: deve-se ter cuidado com a graduação e universidade escolhidas! O mercado de biotecnologia é concentrado em SP e inexistente no norte/nordeste do Brasil, o que faz com que a única saída seja a pós-graduação. Desconfia-se que inúmeras graduações de biotecnologia foram criadas apenas com o propósito de fornecer mão de obra para pós graduações e servirem como desculpa para trazer professores novos contratados em função do REUNI). Já na grade curricular de bioquímica as disciplinas obrigatórias serão as que o definem como profissional da química, ou seja, química orgânica, bioquímicas, físico-químicas, físicas, metabolismo e processos fermentativos etc...sendo que as disciplinas biológicas são optativas (eletivas), para ajudar a compor uma ênfase em biotecnologia (o conceito de biotecnologia, para o bioquímico, é o de qualquer tecnologia derivada dos conhecimentos moleculares da química, bioquímica, biologia molecular, metabolismo e processos fermentativos), daí os bioquímicos entenderem que são profissionais da química e da biotecnologia, ao mesmo tempo. Cumpre dizer que o mercado de trabalho em biotecnologia ainda está se desenvolvendo enquanto que o mercado de trabalho em bioquímica, além de incluir a biotecnologia, possui áreas já consolidadas, como bioquímica de alimentos (bromatologia), e bioquímica clínica e toxicológica.[1][2]